# José Iborra
Pour les articles homonymes, voir Iborra.
José Iborra Blanco, né le 12 juin 1908 à Barcelone (Catalogne, Espagne) et mort le 17 septembre 2002 au Mexique, est un footballeur espagnol qui jouait au poste de gardien de but.

## Biographie
José Iborra se forme à la Penya Alcoriza du CE Europa. En 1929, il est recruté par le FC Lleida, en 1930 par Patria de Saragosse et en 1931 par le CE Lleida. En 1932, il signe avec le CD Logroñés, et la même année il rejoint l'UE Sants. En 1933, il est rejoint le Girona FC où il reste deux saisons.
En 1935, il est recruté par le FC Barcelone en même temps que Domènec Balmanya et Pagès. Il remplace Juan José Nogués dans les buts du Barça. En 1937, pendant la Guerre civile espagnole, Iborra fait partie de l'équipe qui part en tournée au Mexique. Il décide de rester vivre dans ce pays.
Il rejoint alors le Real Club España, puis en 1943 le Puebla FC. Avec Puebla, il remporte en 1945 la Copa Mexico. Durant ses quatre saisons avec Puebla, il joue plus de 200 matchs.

## Palmarès
Avec le FC Barcelone :
- Champion de Catalogne en 1936
- Vainqueur de la Ligue Méditerranéenne en 1937

Avec Puebla FC :
- Vainqueur de la Copa Mexico en 1945